# Style Shingle

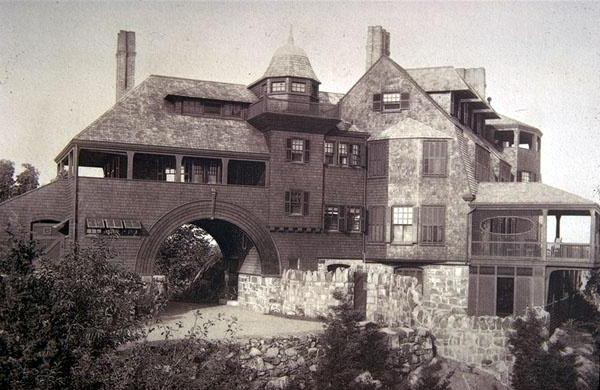
"Kragsyde," Manchester-by-the-Sea, Massachusetts (1883–85, demolished 1929), Peabody and Stearns, architects.

Le style Shingle est un style architectural américain rendu populaire par la montée en puissance de l'école d'architecture de la Nouvelle-Angleterre (New England school of architecture), qui évite les motifs très ornementés, du style Eastlake de l'architecture Queen Anne. Dans le style Shingle, l'influence anglaise s'est combinée au regain d'intérêt pour l'architecture coloniale américaine qui a suivi la célébration du centenaire en 1876. Les surfaces de bardeaux (shingles) des bâtiments coloniaux ont été adoptées et leur masse imitée.
En plus d'être un style original, le style a également transmis un sens de la maison en tant que volume continu. Cet effet - du bâtiment en tant qu’enveloppe d’espace plutôt que de grande masse, a été renforcé par la tension visuelle des surfaces planes en bardeaux, la forme horizontale de nombreuses maisons de style Shingle et l’accent mis sur la continuité horizontale, dans les détails extérieurs et dans la circulation des espaces à l'intérieur des maisons.

## Histoire

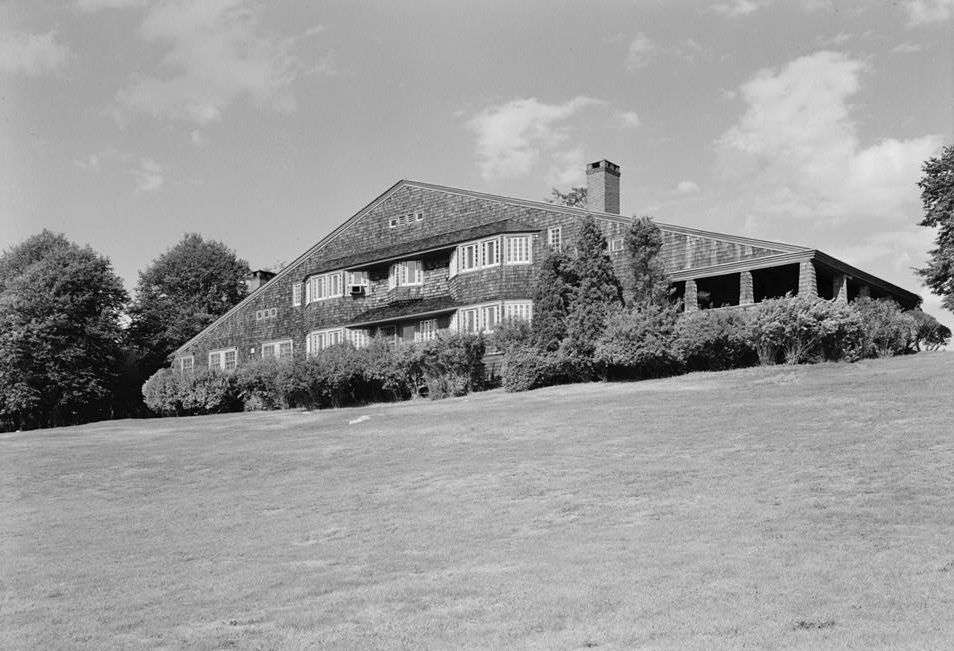
Maison William G. Low, Bristol, Rhode Island (1886–1887, démolie en 1962), McKim, Mead & White, architectes. Désormais une icône de l'architecture américaine, la Low house était relativement obscure au moment de sa démolition en 1962.

McKim, Mead and White et Peabody and Stearns sont deux des entreprises notables de l'époque qui ont contribué à populariser le style Shingle, par le biais de leurs commandes à grande échelle de "chalets balnéaires" pour les riches et les nantis de ces endroits, comme Newport (Rhode Island) et le village d’East Hampton à la pointe sud-est de Long Island. La maison de style Shingle la plus célèbre construite aux États-Unis est sans doute "Kragsyde" (1882), résidence d'été commandée par le Bostonien G. Nixon Black, de Peabody et Stearns. Kragsyde a été construit au sommet d'une côte rocheuse près de Manchester-by-the-Sea, dans le Massachusetts, et incarne tous les principes du style Shingle. La William G. Low House, conçue par McKim, Mead and White et construite en 1887, en est un autre exemple notable.
De nombreux concepts du style Shingle ont été adoptés par Gustav Stickley et adaptés à la version américaine du mouvement Arts and Crafts. En outre, il existe plusieurs autres styles notables, de l'architecture victorienne, notamment le style italianisant, le Second Empire, le Folk et le style néogothique.
Certaines concentrations d'architecture de style Shingle sont répertoriées dans le Registre national des lieux historiques. Les districts historiques importants énumérés incluent: 
- Quartier historique de Bay Head à Bay Head, dans le New Jersey, avec plusieurs dizaines de maisons shingles;
- Quartier historique de Sycamore, district historique, dans, Sycamore, Illinois;
- Le quartier historique de Fenwick peut-être la plus grande concentration du Connecticut, avec 17 maisons;
- Quartier historique de l'association de Montauk, sur Long Island;
- Maisons dans le quartier historique de Glen Ridge à Glen Ridge, New Jersey.

Le style a été baptisé, de même que le Stick Style, par l’historien d’architecture de l’université Yale, Vincent Scully, dans sa thèse de doctorat de 1949 intitulée The Cottage Style. Viennent ensuite plusieurs articles de magazine sur le sujet, qui aboutissent à The Shingle Style with Stick Style de Scully en 1971 et à The Shingle Style Today en 1974.

## Caractéristiques
Les architectes de style Shingle imitaient les bardeaux des maisons coloniales des plaines, ainsi que leur masse, que ce soit dans le seul pignon exagéré de McKim Mead et la Low House de White ou dans la masse complexe de Kragsyde. Cette impression de passage du temps est renforcée par l'utilisation de bardeaux. Certains architectes, pour obtenir un aspect patiné sur un nouveau bâtiment, ont fait tremper les shakes de cèdre dans du babeurre, les ont ensuite séchés puis installés, pour laisser une teinte grisâtre à la façade.
Les maisons de style Shingle utilisent souvent une toiture mansardée ou en croupe. Ces maisons dégagent donc une masse plus prononcée et un accent accru sur l'horizontalité.

## Style de bardeau à l'étranger
Le style Shingle finit par s'étendre au-delà de l'Amérique du Nord. En Australie, il a été introduit par l'architecte canadien John Horbury Hunt au XIXe siècle. Certaines de ses maisons de style Shingle subsistent et sont classées au patrimoine. Highlands, une maison dans la banlieue de Sydney, à Wahroonga, et Pibrac, dans la banlieue proche de Warrawee. Cette dernière maison a été présentée dans une publicité télévisée. Gatehouse, également à Wahroonga, n'était pas une des créations de Hunt, mais est classée au patrimoine.

## Exemples de style Shingle

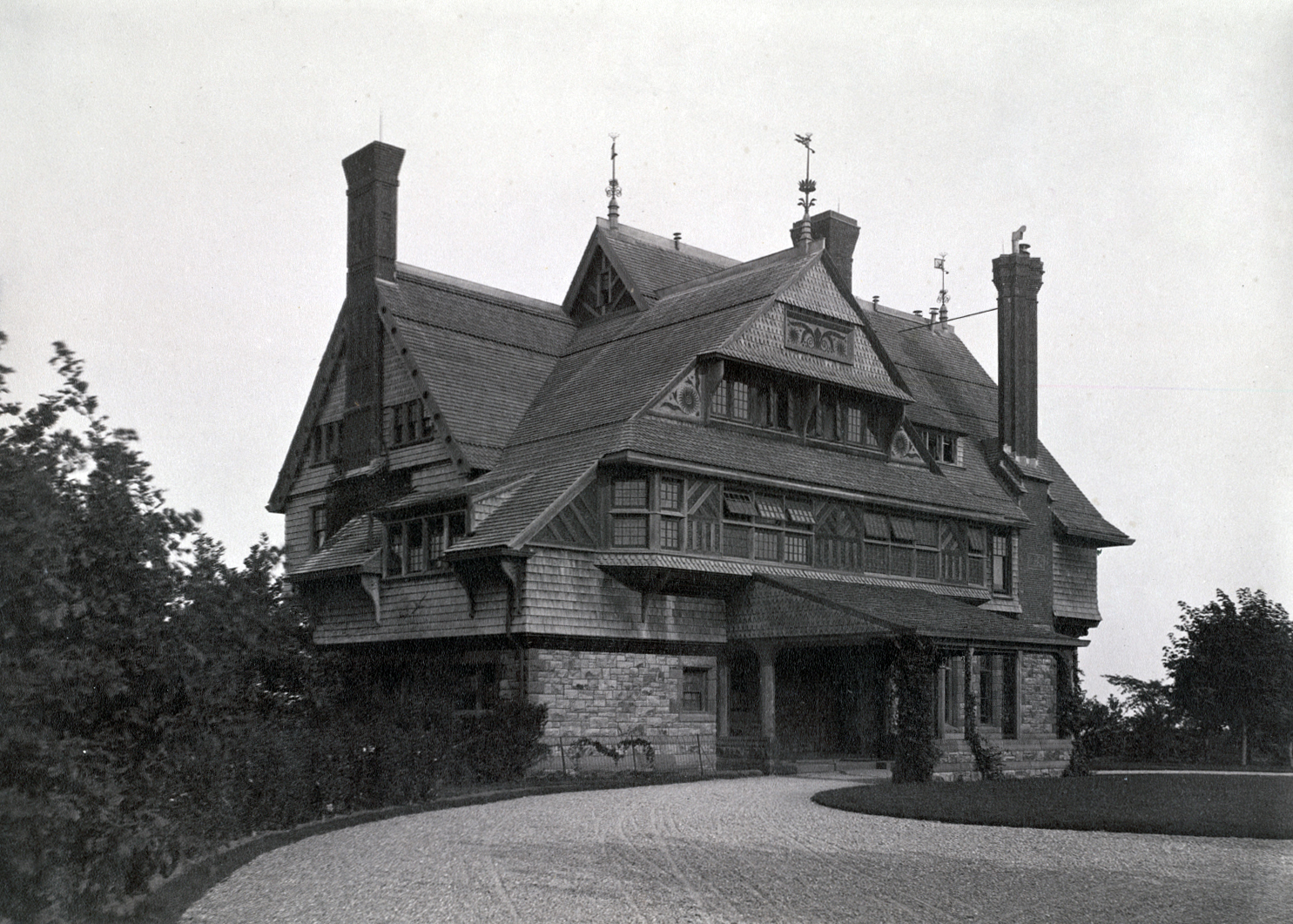
William Watts Sherman House, Newport, Rhode Island (1875–1876), Henry Hobson Richardson, architecte.
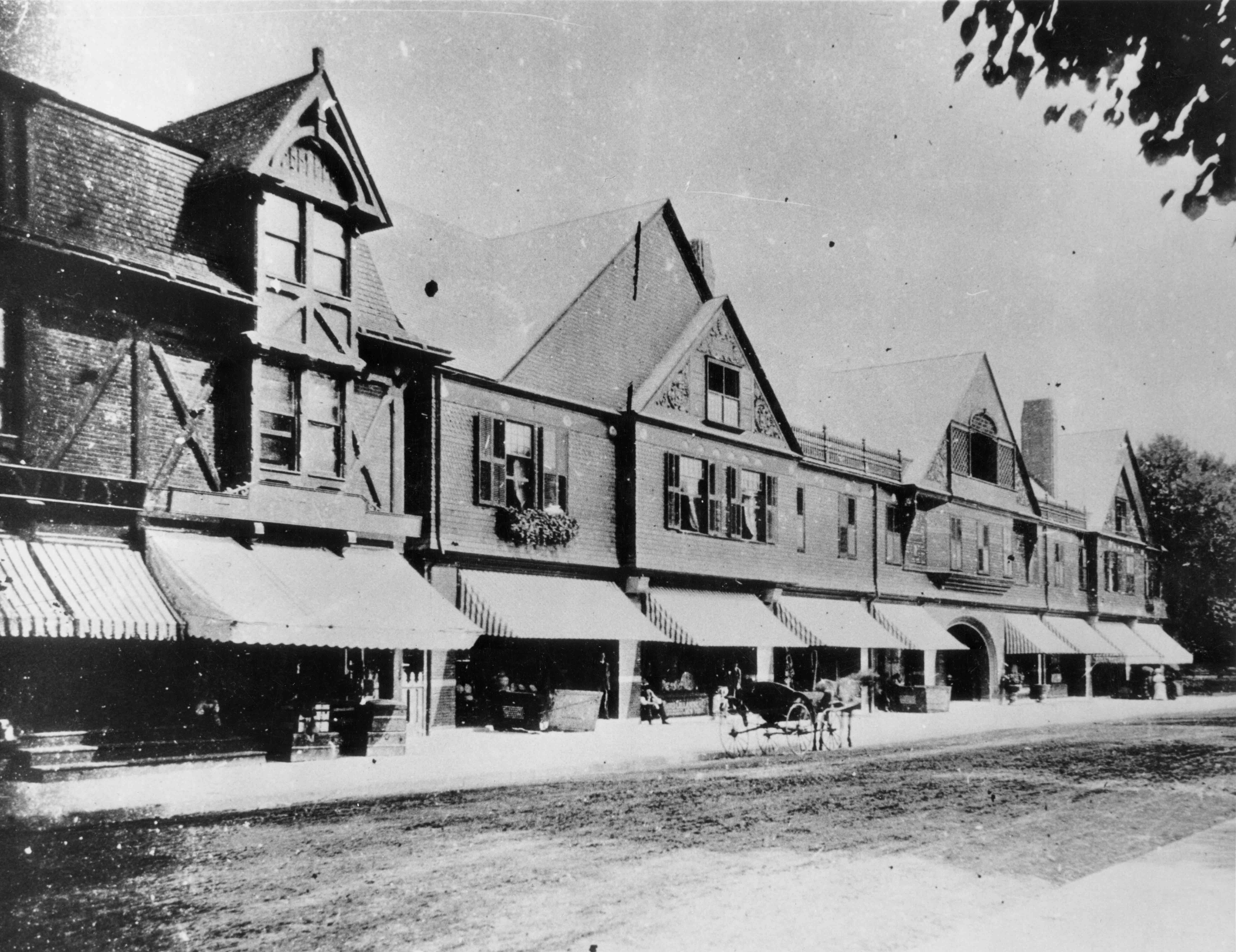
Newport Casino, Newport, Rhode Island (1879), McKim, Mead & White, architectes.
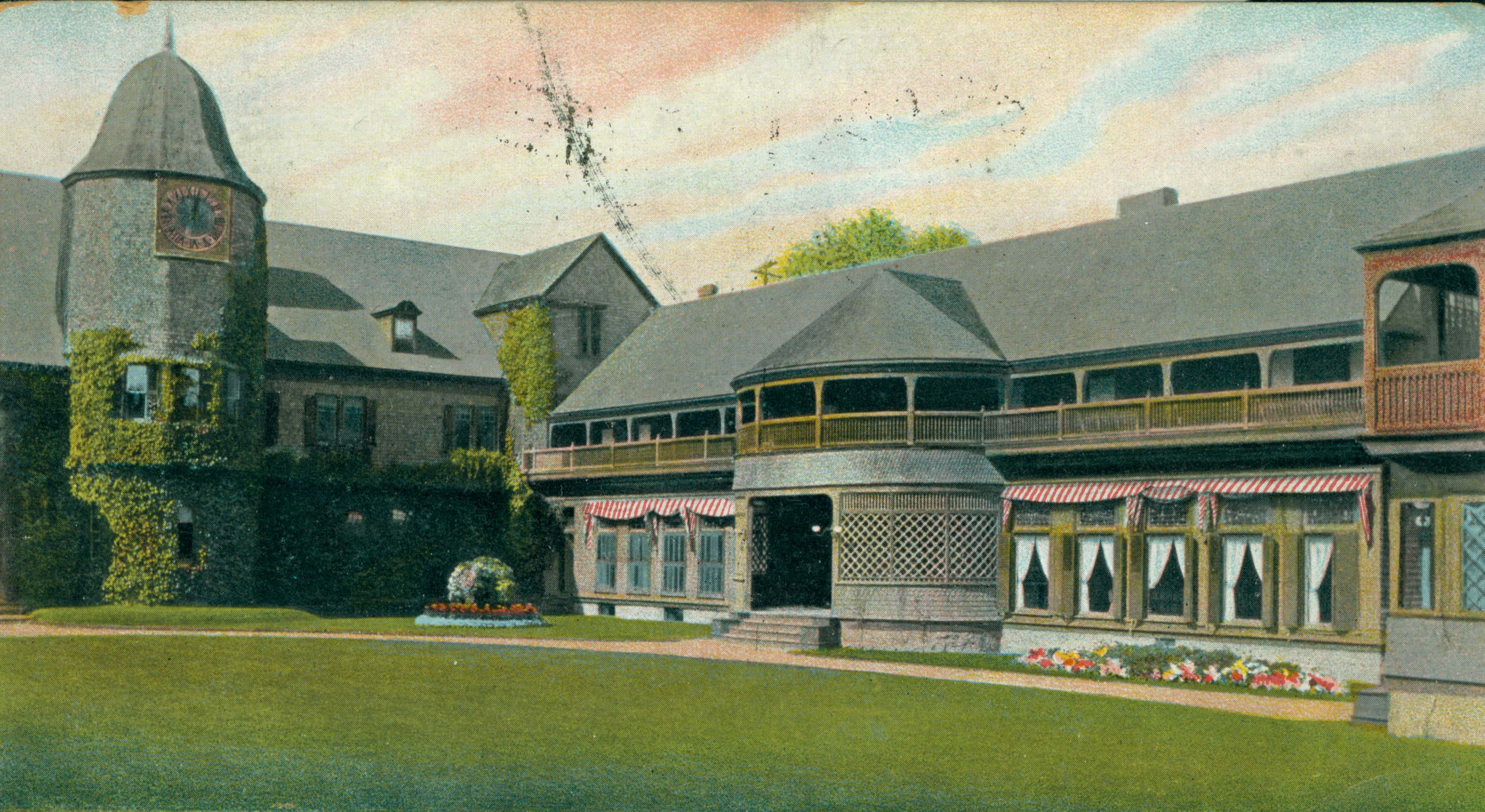
Horseshoe Courtyard, Casino de Newport, Newport, Rhode Island (1879), McKim, Mead & White, architectes. Circa 1900 po
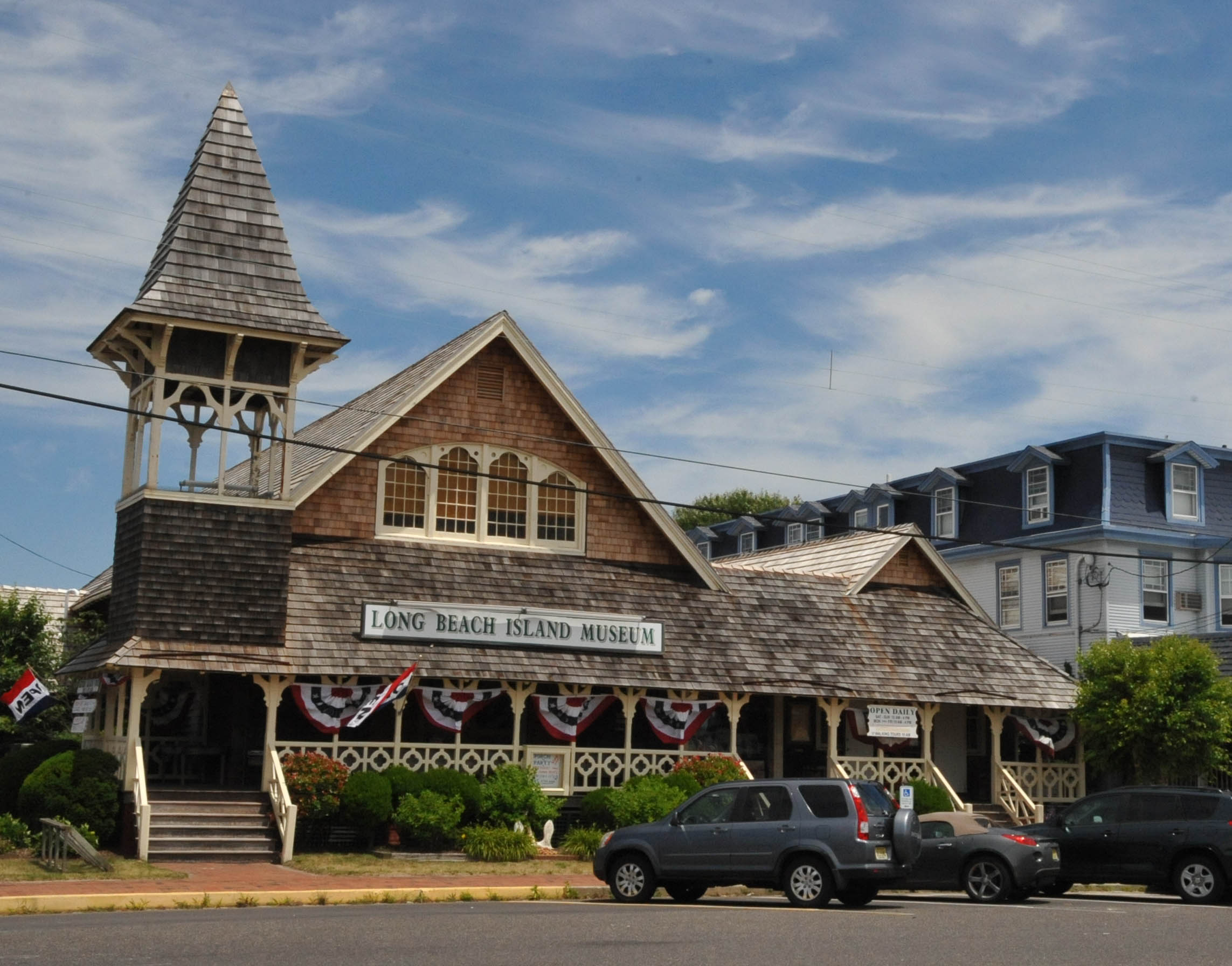
Église épiscopale Holy Innocents, Beach Haven, New Jersey (1881–82), Wilson Brothers & Company, architectes.
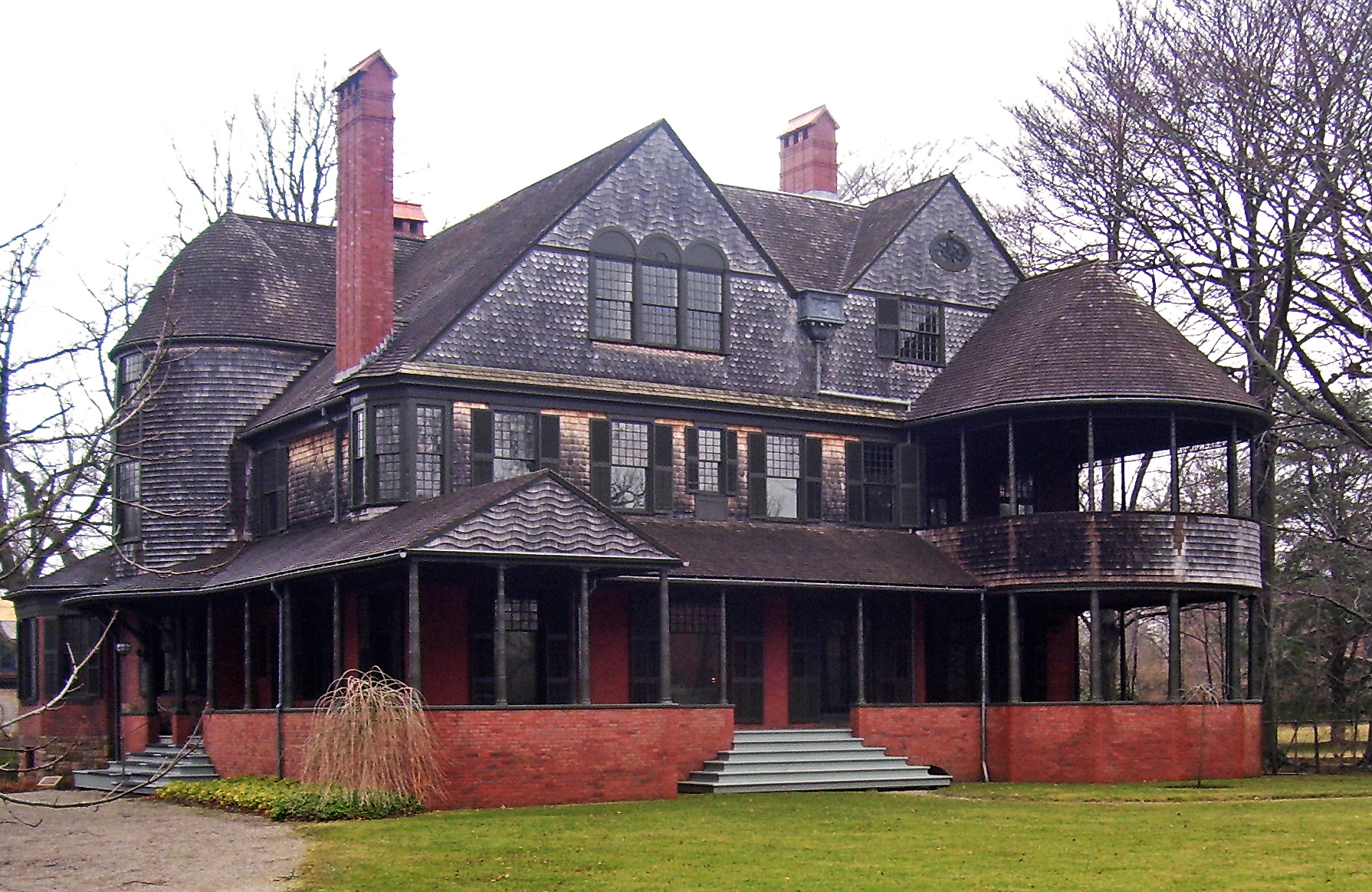
Maison Isaac Bell, Newport, Rhode Island (1882), McKim, Mead & White, architectes.
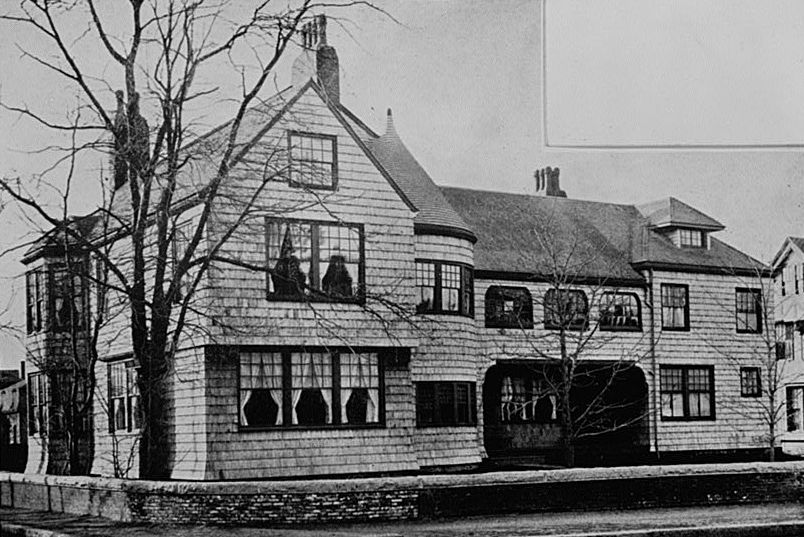
Mary Fiske Stoughton House, Cambridge, Massachusetts (1882-1883), Henry Hobson Richardson, architecte.
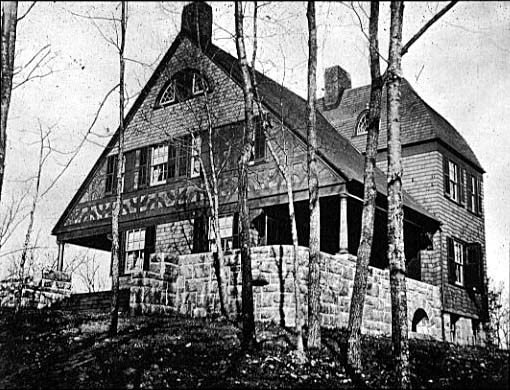
William Kent Cottage, parc Tuxedo, New York (1886, démoli), Bruce Price, architecte.
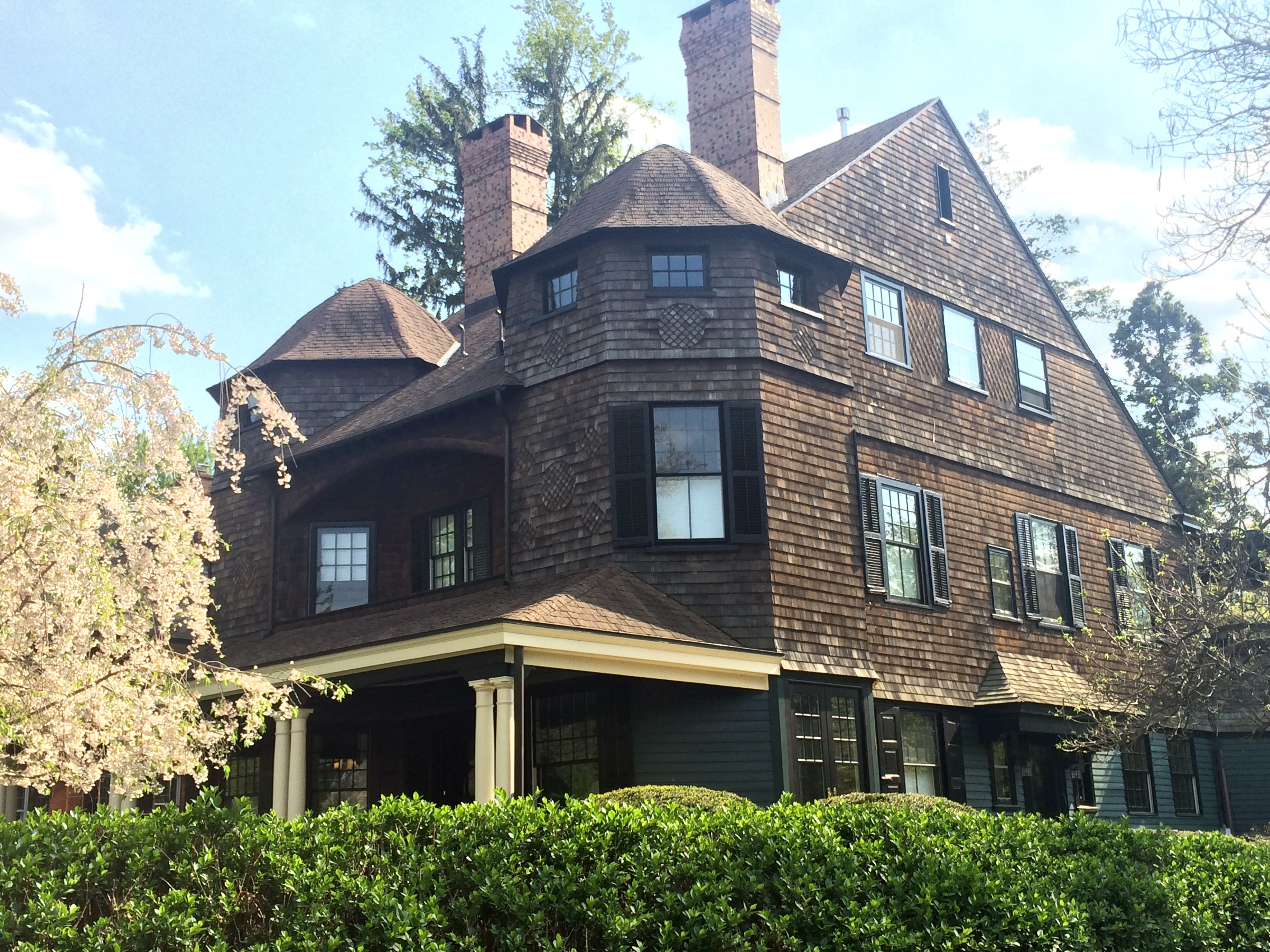
La William Berryman Scott House (1888), conçue par A. Page Brown, au 56 Bayard Lane, à Princeton, dans le New Jersey, dans le quartier historique de Princeton
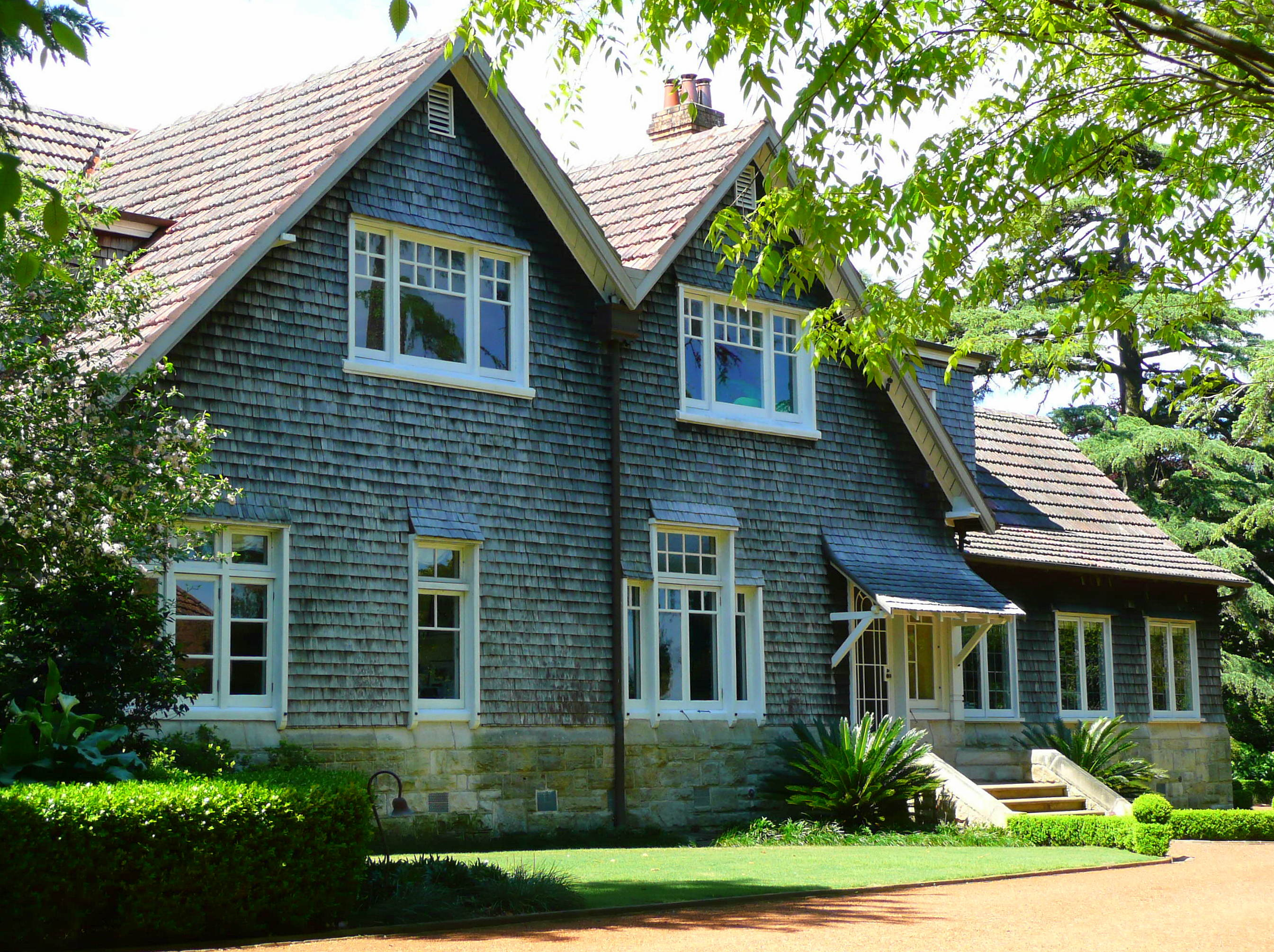
Pibrac (1888), Sydney, Australie, John Horbury Hunt, architecte
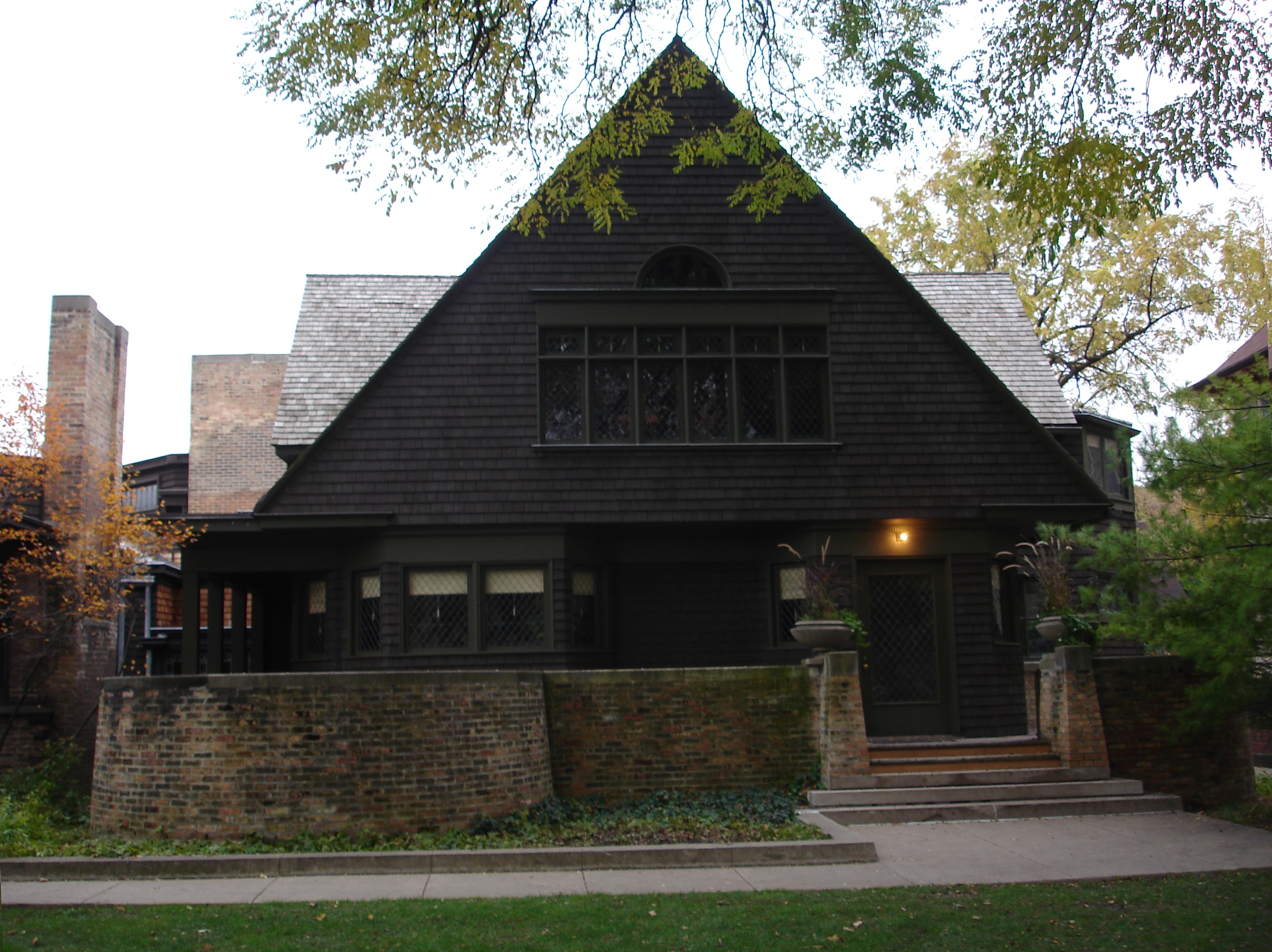
Maison et studio Frank Lloyd Wright, Oak Park, Chicago, Illinois (1889), Frank Lloyd Wright, architecte.
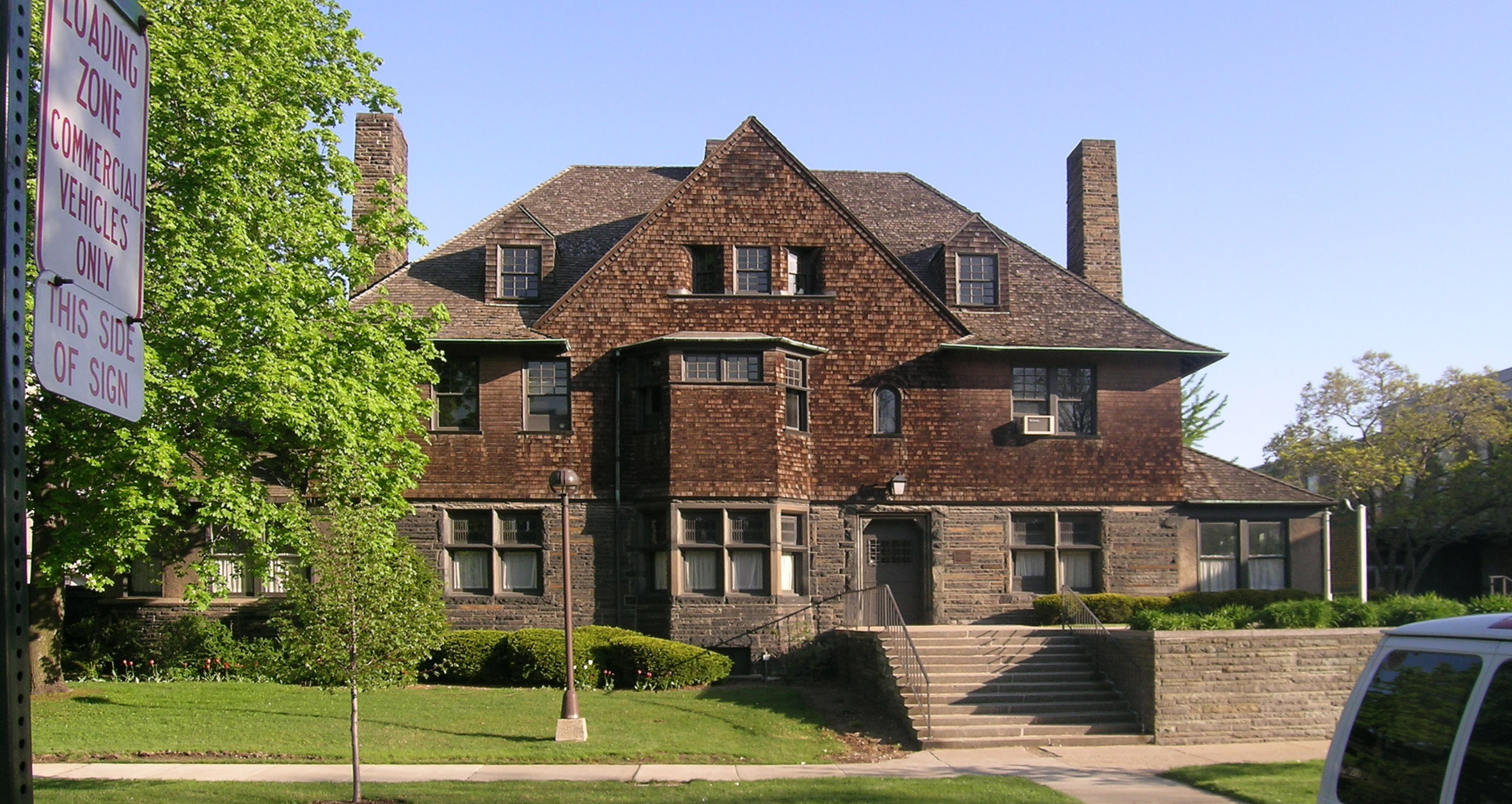
Maison de Charles Lang Freer, Détroit, Michigan (1890), Wilson Eyre, architecte.
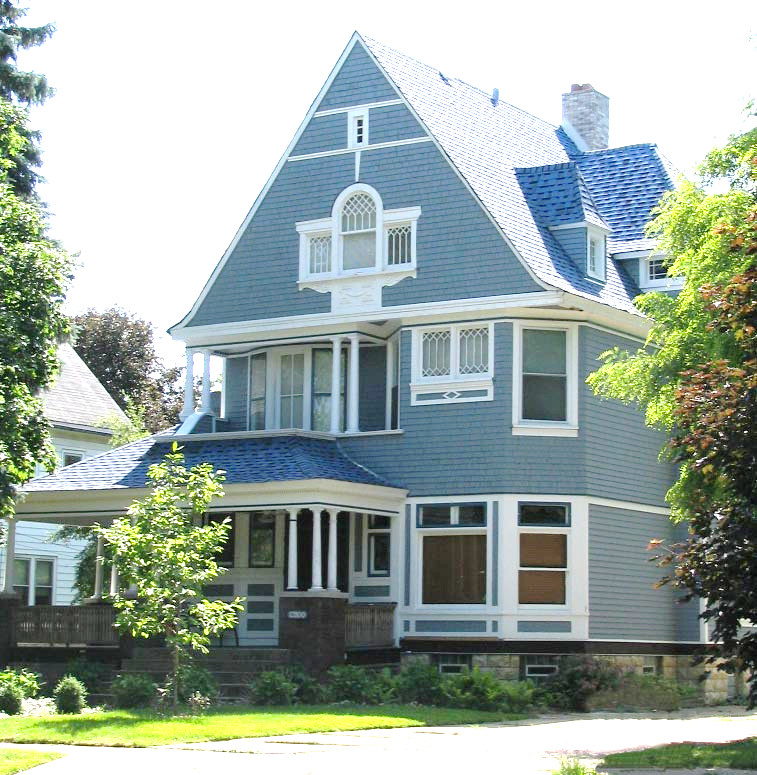
Maison Harry et Stella Massey, Blue Island, IL (1890) August Fiedler, architecte
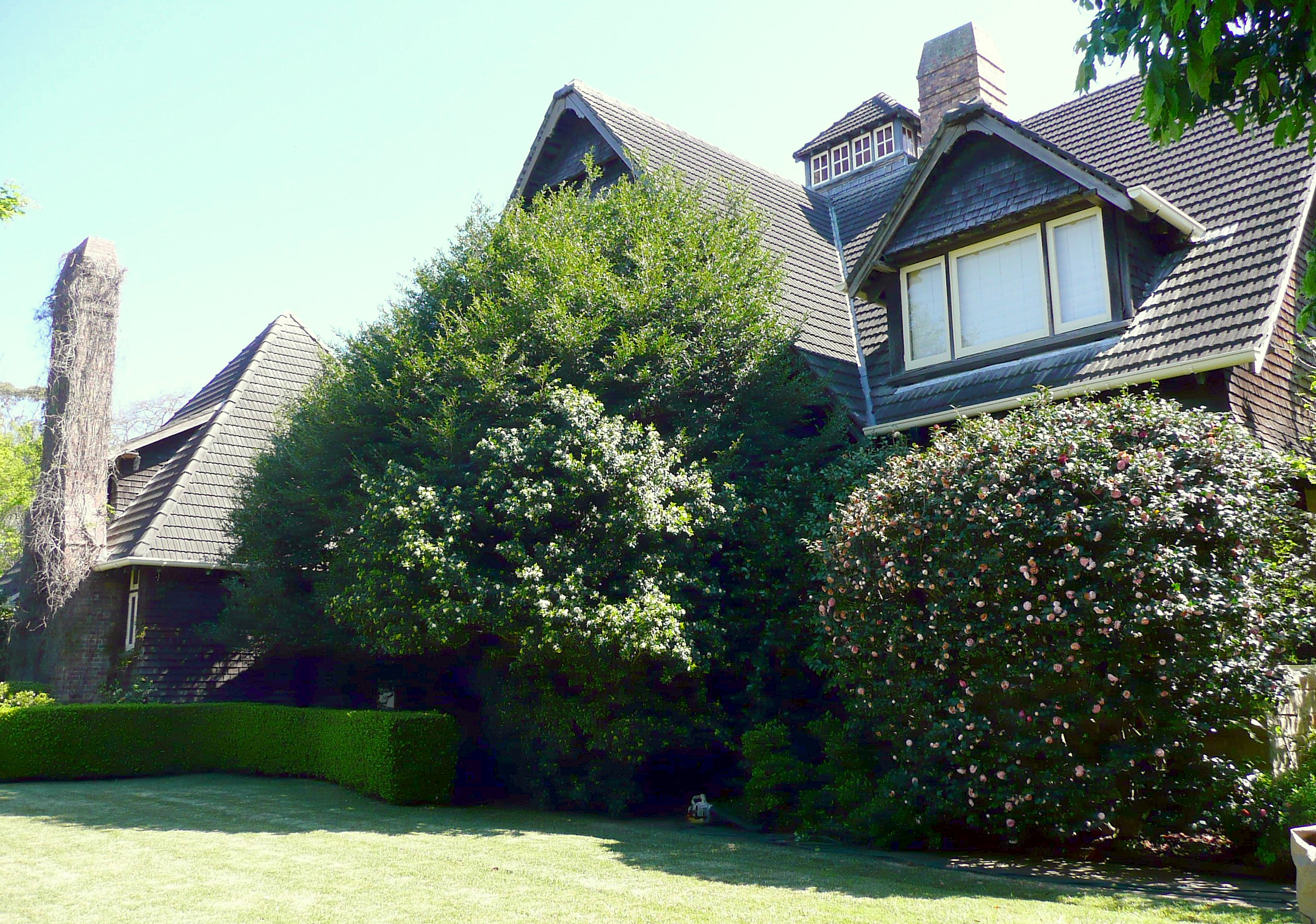
Highlands (1891), Sydney, Australie, John Horbury Hunt, architecte
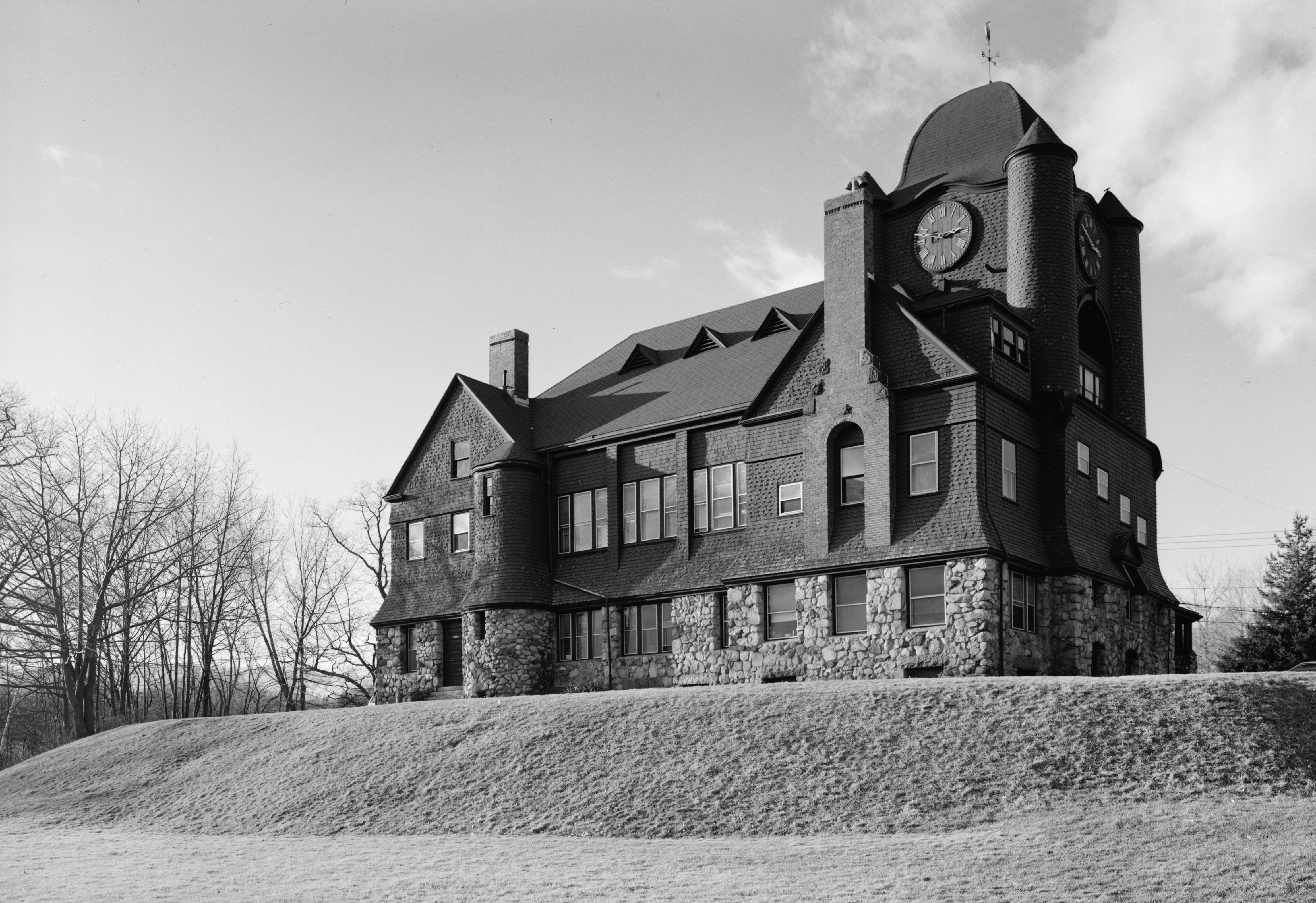
Hôtel de ville d'Essex et bibliothèque TOHP Burnham, Essex, Massachusetts (1893-1894), Frank W. Weston, architecte.
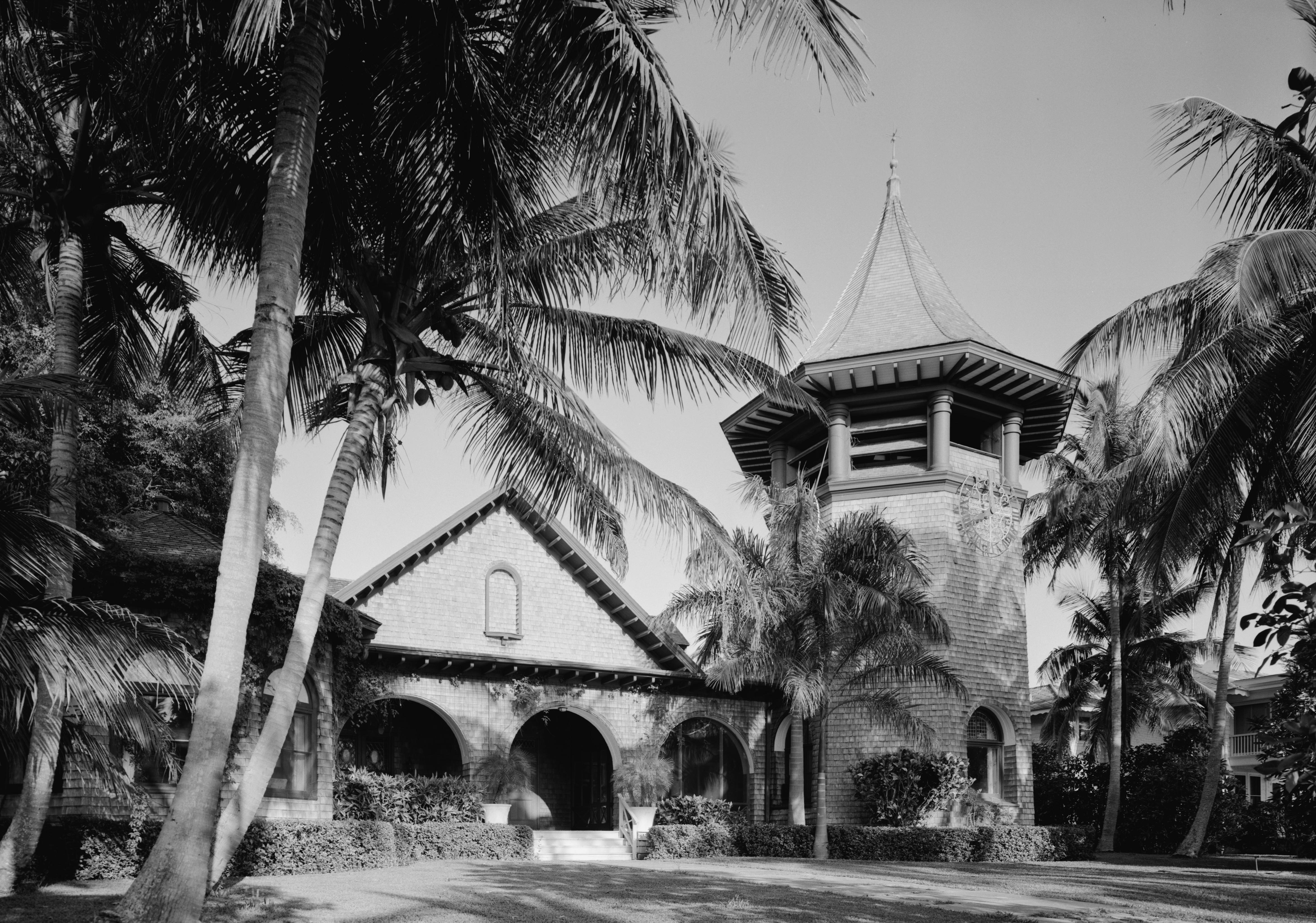
Église épiscopale de Bethesda-by-the-Sea, Palm Beach, Floride (1895), John H. Lee, architecte.
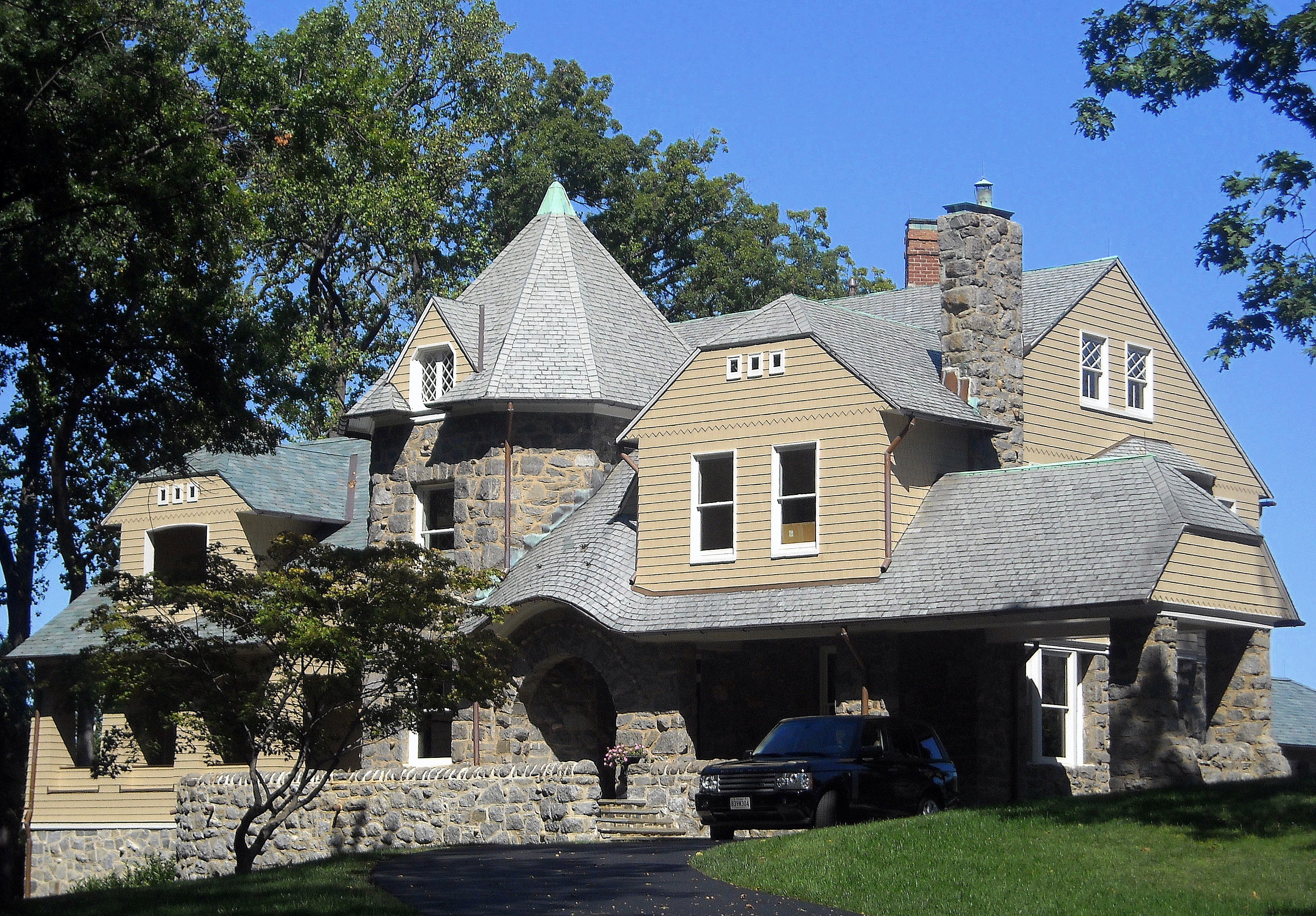
Owl's Nest (alias Crounse House), Washington (1897), Appleton P. Clark, Jr., architecte.
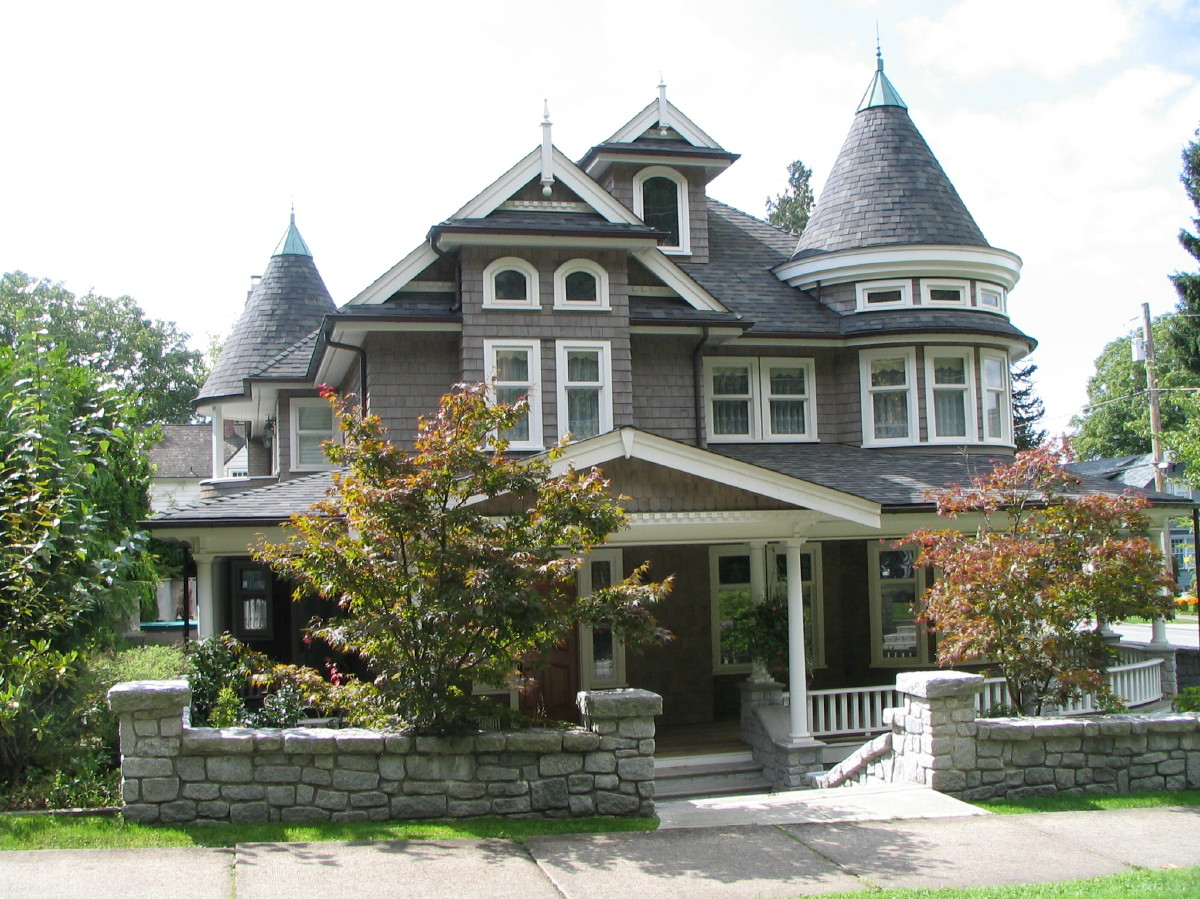
Réplique moderne d'une maison de style Shingle (c. 2004), en face de Queen's Park, New Westminster, Colombie-Britannique.